# 挪威國家男子手球隊
挪威國家男子手球隊是挪威的國家男子手球隊，由挪威手球聯盟（NHF）管理。挪威是歐洲手球強國之一，多次參加世界手球錦標賽和歐洲手球錦標賽的賽事。在2011年世界手球錦標賽上，挪威獲得第9位。2014年歐洲手球錦標賽上挪威則獲得第14位。